# Itaporanga (Paraíba)
Itaporanga é um município brasileiro do estado da Paraíba, localizado na Região Metropolitana do Vale do Piancó. De acordo com o IBGE, sua população foi estimada em 23 940 habitantes, conforme dados de 2022. A área do município é de 468 060 km².
O município polariza a região do Vale do Piancó, composta por 18 municípios, além de sediar a 7ª Gerência Regional de Educação, um campus do Instituto Federal da Paraíba (IFPB), o 13º Batalhão de Polícia Militar (13° BPM), a 4ª Companhia Independente de Bombeiro Militar (4ª CIBM), a Vara do Trabalho, a Promotoria de Justiça, o Cartório Eleitoral e outros demais órgãos de relevância.

## Etimologia

Do tupi itá (pedra), + porang (bonito) + o sufixo -a, formando o que na gramática do tupi é conhecido como uma composição atributiva. O -a ao final é o sufixo substantivador, e não faz parte do adjetivo porang.

Itaporanga, ex-Misericórdia, é palavra de origem indígena que significa 'pedra bonita', em alusão aos tabuleiros pedregosos e ondulados, de considerável elevação e escassa vegetação.

## História
A sede ergueu-se numa antiga data de terras da Casa da Torre, que a vendeu a Antônio Vilela de Carvalho, fazendeiro do distrito de Piancó, no ano de 1765. Longos anos, no local da sede, permaneceu modesta vivenda. Em 1840, Alexandre Gomes da Silva, Joaquim Carnaúba, João Madeiro e um padre Lourenço construíram no local casas de moradia e uma capela. Aumentou a edificação. Em 11 de julho de 1860 foi criada paróquia e a Lei n.º 104 de 11 de dezembro de 1863 elevou-a à vila, incorporada à comarca de Piancó. O Decreto-Lei n.º 1 164 de 15 de novembro de 1938 substitui-lhe a antiga denominação — Misericórdia — pela de Itaporanga; e o Decreto-Lei n.º 520 de 31 de dezembro de 1943 restituiu-lhe a denominação primitiva e manteve a categoria de comarca de primeira entrância que lhe foi outorgada pelo decreto-lei anterior. Por força do Decreto-Lei n.º 318 de 7 de janeiro de 1949 o munícipio voltou definitivamente a chamar-se Itaporanga.

## Formação administrativa
Freguesia criada com a denominação Misericórdia, pela Lei provincial n.º 5 de 11 de julho de 1860, subordinada a de Piancó.
Elevado à categoria de vila com a denominação de Misericórdia, pela Lei provincial n.º 104 de 11 de dezembro de 1863, desmembrado de Piancó. Sede na vila de Misericórdia. Constituído do distrito sede. Instalado em 9 de janeiro de 1865.
Pela lei municipal de 23 de julho de 1901, é criado o distrito de São Boaventura e anexado ao município de Misericórdia.
Em divisão administrativa referente ao ano de 1911, o município é constituído de 2 distritos: Misericórdia e São Boaventura.
Em divisões territoriais datadas de 31 de dezembro de 1936 e 31 de dezembro de 1937, o município aparece constituído de 3 distritos: Misericórdia, São Boaventura e Timbaúba.
Pelo Decreto-Lei estadual n.º 1164 de 15 de novembro de 1938, o município de Misericórdia passou a denominar-se Itaporanga e o distrito de Timbaúba a denominar-se Serra Grande e ainda sob o mesmo decreto é criado o distrito de São Paulo, com terras desmembradas dos distritos de Itaporanga e Serra Grande e anexado ao município de Itaporanga.
No quadro fixado para vigorar no período de 1939-1943, o município é constituído de 4 distritos: Itaporanga, São Boaventura, São Paulo e Serra Grande.
Pelo Decreto-Lei estadual n.º 520 de 31 de dezembro de 1943, o município de Itaporanga voltou a denominar-se Misericórdia, o distrito de São Paulo a denominar-se Diamante e Serra Grande a denominar-se Ibitirussu.
No quadro fixado para vigorar no período de 1944-1948, o município constituído de 4 distritos: Misericórdia ex-Itaporanga, Diamante ex-São Paulo, Ibitirussu ex-Serra Grande e São Boaventura.
Pelo Ato das disposições constitucionais transitória do Estado da Paraíba, promulgado em 11 de junho de 1947, o município de Misericórdia voltou a denominar-se de Itaporanga.
Pela Lei estadual n.º 318, de 7 de janeiro de 1949, o distrito de Ibitirussu volta a denominar-se Serra Grande.
Em divisão territorial datada de 1º de julho de 1950, o município é constituído de 4 distritos: Itaporanga ex-Misericórdia, Diamante, Ibitirussu ex-Serra Grande e São Boaventura.
Assim permanecendo em divisão territorial datada de 1º de julho de 1955.
Pela Lei estadual n.º 2209 de 19 de dezembro de 1959, é criado o distrito de Pedra de Fumo, e anexado ao município de Itaporanga.
Pela lei estadual nº 2210, de 19 de dezembro de 1959, é criado o distrito de Curral Velho ex-povoado, com terras desmembradas do distrito de Diamante e anexado ao município de Itaporanga.
Em divisão territorial datada de 31 de dezembro de 1960, o município é constituído de 6 distritos: Itaporanga, Curral Velho, Diamante, Pedra de Fumo, São Boa Ventura e Serra Grande.
Pela Lei estadual n.º 2605 de 1º de dezembro de 1961, desmembra do município de Itaporanga o distrito de São Boaventura. Elevado à categoria de município com a denominação de Boa Ventura.
Pela Lei estadual n.º 2619 de 12 de dezembro de 1961, desmembra do município de Itaporanga o distrito de Serra Grande. Elevado à categoria de município.
Pela Lei estadual n.º 2655 de 21 de dezembro de 1961, desmembra do município de Itaporanga o distrito de Diamante. Elevado à categoria de município.
Pela Lei estadual n.º 3057 de 2 de junho de 1963, desmembra do município de Itaporanga o distrito de Curral Velho. Elevado à categoria de município.
Em divisão territorial datada de 31 de dezembro de 1963, o município é constituído de 2 distritos: Itaporanga e Pedra do Fumo.
Pela Lei estadual n.º 3152 de 30 de março de 1964, desmembra do município de Itaporanga o distrito de Pedra do Fumo. Elevado à categoria de município com a denominação de Pedra Branca.
Em divisão territorial datada de 31 de dezembro de 1968, o município é constituído do distrito sede.
Assim permanecendo em divisão territorial datada de 2007.

## Geografia

### Aspecto físico
Situado no alto sertão paraibano, os seus terrenos ora são vastos tabuleiros cortados pelos vales férteis dos riachos, ora se alteram, se elevam, apresentando vegetação cerrada. As serras, que formam as partes montanhosas do município, são ramificações da Borborema, que se estende de um a outro lado pelos municípios vizinhos.

### Fauna e flora
A fauna é variada; a flora não é opulenta. Os terrenos do município são ainda bem cobertos de árvores comuns da região, sendo um do alto interior onde se encontra alguma mata virgem.

### Hidrografia
O principal (e único) rio que atravessa o município é o Piancó, na estação invernosa; o qual, nascendo nas fraldas da serra Grande, despeja em outro rio, que desemboca no Açu, no estado do Rio Grande do Norte.
Conta algumas dezenas de pequenos açudes, sendo o principal o "Cachoeira dos Alves", que comporta 10,61 m³ e abastece atualmente a cidade.

### Agricultura
A cultura do solo hoje é bastante resumida, limitando-se ao cultivo de cereais e algumas qualidades de frutas. No passado, era intenso o trabalho agrícola desenvolvido nas abas e planos da serra Grande e nos baixios lavados pelo Piancó e minúsculos afluentes, onde tinha lugar, além da colheita de cereais, a de cana-de-açúcar, mandioca, tabaco e algodão, notando-se que (o município) é mais agrícola do que pastoril.

### Pecuária
A grande criação consiste em gado vaccum, cavallar, lanígero, cabrum e suíno.

### Clima
Tem o município clima geralmente salubre, embora quente e seco. De acordo com dados da estação meteorológica automática do Instituto Nacional de Meteorologia (INMET), instalada no câmpus do Instituto Federal da Paraíba (IFPB), a menor temperatura registrada em Itaporanga ocorreu em 20 de julho de 2018 (14,4 °C) e a maior em 25 de novembro de 2023 (40,3 °C). Segundo a Agência Executiva de Gestão de Águas do Estado da Paraíba (AESA), que possui dados pluviométricos de Itaporanga desde outubro de 1910, o maior acumulado de chuva em 24 horas alcançou 212 mm em 27 de janeiro de 2018, seguido por 205 mm em 19 de janeiro de 2003.
| Dados climatológicos para Itaporanga                                       | Dados climatológicos para Itaporanga | Dados climatológicos para Itaporanga | Dados climatológicos para Itaporanga | Dados climatológicos para Itaporanga | Dados climatológicos para Itaporanga | Dados climatológicos para Itaporanga | Dados climatológicos para Itaporanga | Dados climatológicos para Itaporanga | Dados climatológicos para Itaporanga | Dados climatológicos para Itaporanga | Dados climatológicos para Itaporanga | Dados climatológicos para Itaporanga | Dados climatológicos para Itaporanga |
| Mês                                                                        | Jan                                  | Fev                                  | Mar                                  | Abr                                  | Mai                                  | Jun                                  | Jul                                  | Ago                                  | Set                                  | Out                                  | Nov                                  | Dez                                  | Ano                                  |
| -------------------------------------------------------------------------- | ------------------------------------ | ------------------------------------ | ------------------------------------ | ------------------------------------ | ------------------------------------ | ------------------------------------ | ------------------------------------ | ------------------------------------ | ------------------------------------ | ------------------------------------ | ------------------------------------ | ------------------------------------ | ------------------------------------ |
| Temperatura máxima recorde (°C)                                            | 38,6                                 | 38,1                                 | 37,3                                 | 34                                   | 34,2                                 | 34,4                                 | 35,2                                 | 38,2                                 | 38,8                                 | 39,5                                 | 40,3                                 | 39,9                                 | 40,3                                 |
| Temperatura mínima recorde (°C)                                            | 19,4                                 | 20,1                                 | 20                                   | 19,2                                 | 16,9                                 | 15,3                                 | 14,4                                 | 15,1                                 | 17,9                                 | 19,8                                 | 20,8                                 | 18,5                                 | 14,4                                 |
| Precipitação (mm)                                                          | 119,5                                | 157,8                                | 218,5                                | 169,8                                | 89,3                                 | 37,1                                 | 14,2                                 | 5,5                                  | 6,2                                  | 13,1                                 | 24,3                                 | 46,7                                 | 902,2                                |
| Fonte: INMET (03/11/2017-presente) e AESA (Atlas Pluviométrico da Paraíba) |                                      |                                      |                                      |                                      |                                      |                                      |                                      |                                      |                                      |                                      |                                      |                                      |                                      |

| Dados climatológicos para Itaporanga (Fazenda Veludo) | Dados climatológicos para Itaporanga (Fazenda Veludo) | Dados climatológicos para Itaporanga (Fazenda Veludo) | Dados climatológicos para Itaporanga (Fazenda Veludo) | Dados climatológicos para Itaporanga (Fazenda Veludo) | Dados climatológicos para Itaporanga (Fazenda Veludo) | Dados climatológicos para Itaporanga (Fazenda Veludo) | Dados climatológicos para Itaporanga (Fazenda Veludo) | Dados climatológicos para Itaporanga (Fazenda Veludo) | Dados climatológicos para Itaporanga (Fazenda Veludo) | Dados climatológicos para Itaporanga (Fazenda Veludo) | Dados climatológicos para Itaporanga (Fazenda Veludo) | Dados climatológicos para Itaporanga (Fazenda Veludo) | Dados climatológicos para Itaporanga (Fazenda Veludo) |
| Mês                                                   | Jan                                                   | Fev                                                   | Mar                                                   | Abr                                                   | Mai                                                   | Jun                                                   | Jul                                                   | Ago                                                   | Set                                                   | Out                                                   | Nov                                                   | Dez                                                   | Ano                                                   |
| ----------------------------------------------------- | ----------------------------------------------------- | ----------------------------------------------------- | ----------------------------------------------------- | ----------------------------------------------------- | ----------------------------------------------------- | ----------------------------------------------------- | ----------------------------------------------------- | ----------------------------------------------------- | ----------------------------------------------------- | ----------------------------------------------------- | ----------------------------------------------------- | ----------------------------------------------------- | ----------------------------------------------------- |
| Precipitação (mm)                                     | 111,1                                                 | 162,7                                                 | 223,6                                                 | 157,5                                                 | 92,1                                                  | 37,3                                                  | 20,3                                                  | 5,7                                                   | 5,5                                                   | 13,8                                                  | 20,9                                                  | 44,1                                                  | 894,7                                                 |
| Fonte: Atlas Pluviométrico da Paraíba                 |                                                       |                                                       |                                                       |                                                       |                                                       |                                                       |                                                       |                                                       |                                                       |                                                       |                                                       |                                                       |                                                       |

## Demografia
Durante o ano de 2022, registraram-se no município 328 nascimentos, 130 casamentos, 94 divórcios e 182 óbitos.

## Etnografia
Além do elemento indígena, contou a população, para seu caldeamento, com o português e com o próprio paraibano, nascido em Pombal e Piancó. O elemento negro foi parcela muito reduzida.

## Administração

### Poder Executivo Municipal
Com a criação dos cargos de prefeito e sub-prefeito municipal no governo de Álvaro Machado em 1895, assumiu como primeiro prefeito do Termo de Misericórdia o tenente-coronel José Cavalcante de Lacerda Zuza, presidente do Conselho Municipal à época.
Atualmente, ocupa o cargo de Prefeito Municipal de Itaporanga Divaldo Dantas e o de Vice-Prefeito Djaci Farias Brasileiro Júnior.

### Poder Legislativo Municipal
Nos termos atuais, com as prerrogativas, os direitos e obrigações a Câmara Municipal de Itaporanga começou a existir em 1947, com a redemocratização do País e a realização de eleições em todos os níveis. Anteriormente, inclusive na época do Império, existia um Conselho Municipal que era muito mais honorífico do que político, com atribuições fiscalizadoras. Os conselheiros recebiam o título das autoridades da Província como reconhecimento por algum serviço prestado.
Um incêndio acontecido na década de 1960, nos arquivos do prédio da Prefeitura Municipal, onde funcionava também o Fórum e a Câmara, destruiu documentos importantes e levou consigo grande parte da memória e história de Itaporanga.
Hoje, a Casa “Adauto Antônio de Araújo” é integrada por 11 membros.

### Poder Judiciário
A Comarca de Itaporanga foi criada pela Lei n.° 92 de 26 de outubro de 1897, constítuida pelo termo do mesmo nome e o de Conceição. Instalada em 3 de janeiro de 1898, entrando em exercício do cargo de juiz de direito o bacharel Inácio da Costa Brito (pai do ex-governador Gratulino da Costa Brito). Foi suprimida poucos meses depois, de acordo com a Lei n.° 124 de 7 de novembro de 1898, sendo restaurada por força do Decreto-Lei n.° 641, de 21 de janeiro de 1935, sabendo-se que nesse período de inexistência as causas e feitos de interesse dos moradores de Misericórdia eram resolvidos na Comarca de Piancó.
De segunda entrância, a jurisdição da Comarca de Itaporanga abrange hoje os termos de Itaporanga, Boa Ventura, Diamante, Serra Grande, São José de Caiana, Pedra Branca e Curral Velho, e por ela já passaram nomes de expressão da magistratura paraibana, como os juízes Paulo Bezerril, Francisco Espínola, Onesipio Novais, Sandoval Caju e tantos outros, como o itaporanguense João Espínola Neto, que faleceu em um acidente de carro quando se encontrava em fronte do prédio sede da comarca e hoje empresta o seu nome ao fórum do município.

## Educação
Através da Lei provincial n.º 212, foi criada em 7 de outubro de 1865 a primeira cadeira de instrução primária para o sexo femino na vila de Misericórdia, a cargo da professora nomeada Dona Maria Idalina Leite de Souza, que não aceitou. Em seu lugar, assumiu como professora interina Dona Generosa da Costa Ramos.
Além das aulas públicas, funcionou, entre os anos de 1909 e 1910, o Colégio Pedro Américo, sob a direção do bacharel em direito Manoel Pereira Diniz.
Em 1922, o professor Fracelino de Alencar Neves instala o Colégio Dr. Manoel Diniz, homenageando o seu primeiro mestre.
Na administração do prefeito Sebastião Gomes da Silva (1934-1937) foi construída a primeira escola pública da cidade, o Grupo Escolar "Dom Vital". O educandário passou a ser gerido pelo Estado a partir do Decreto n.° 795, de 1° de abril de 1937, no governo de Argemiro de Figueiredo.
Em 1939, o governador Osvaldo Trigueiro muda o nome da escola para homenagear o intelectual paraibano José Simeão Leal, passando então a denominar-se Grupo Escolar "Simeão Leal", através do Decreto n.° 143 de 25 de janeiro daquele ano.
Em 1945, as religiosas da Congregação das Irmãs Missionárias Carmelitas assumem a direção do primeiro estabelecimento de ensino de 2º grau para o sexo feminino, reconhecido pelo Decreto-Lei n° 1.099 de maio de 1947, denominado de Escola Normal Monte Carmelo “Padre Diniz”.
Em 1956, o recém chegado paróco de Nossa Senhora da Conceição, padre José Sinfrônio de Assis Filho, funda uma escola paroquial chamada "São Domingos Sávio", que funcionou por dez anos.
Em  26 de maio de 1957, funcionando na sacristia da igreja matriz, o referido paróco deu início ao primeiro curso ginasial para ambos os sexos na cidade, que posteriormente se tornaria o Colégio Diocesano Dom João da Mata.
Atualmente, funcionam no município 16 escolas de ensino infantil, 20 de ensino fundamental e 6 de ensino médio. A matrícula, em 2021, somou 5 498 alunos.

## Saúde
Itaporanga conta com 1 hospital público (Hospital Distrital Dr. José Gomes da Silva), 10 unidades básicas de saúde (UBS), dois centros de referência de saúde (Centro Médico Dr. Manoel Medeiros Maia e Centro de Especialidades Odontólogicas), além do Serviço de Atendimento Móvel de Urgência (SAMU).

## Feriados municipais
Conforme a Lei municipal n.º 925/2016, são feriados no município de Itaporanga:
- 9 de janeiro - Emancipação política do município;
- 29 de junho - Festejos de São Pedro;
- 19 de setembro - Homenagem ao Monsenhor José Sinfrônio de Assis Filho;
- 8 de dezembro - Dia de Nossa Senhora da Conceição, padroeira do município;
- Quinta-feira Santa;
- Sexta-feira da Paixão;
- Corpus Christi.[28]

## Bairros
- Alto das Neves
- Alto do Ginásio
- Alto do Madeiro
- Bela Vista
- Centro
- Conjunto Habitacional CEHAP
- Conjunto Habitacional Francisco das Chagas Soares
- Conjunto Habitacional Louzinha Loureiro
- Conjunto Habitacional Miguel Morato de Moura
- Loteamento Adailton Teixeira
- Loteamento Balduíno de Carvalho
- Loteamento João Silvino da Fonseca
- Loteamento João Vieira Diniz
- Loteamento Paullus
- Pedra Bonita
- Vila Mocó
- Xique-Xique

## Times de futebol
- Cruzeiro Esporte Clube
- Mil Réis Futebol Clube

## Estádios e ginásios esportivos
- José Barros Sobrinho (O Zezão)
- José Guimarães Sobrinho (O Cazuzão)[29]
- Deputado Soares Madruga
- Estádio Padre Diniz